# Bhíláí
Bhíláí (hindsky भिलाई) je město v Čhattísgarhu, jednom ze svazových států Indie. K roku 2011 v něm žilo přes 625 tisíc obyvatel.
Město je hospodářsky významné výrobou oceli.

## Poloha
Bhíláí leží na železniční trati Bombaj - Kalkata přibližně čtyřicet kilometrů západně od Rájpúru, hlavního města Čhattísgarhu. Na západě sousedí Bhíláí s Durgem (centra jsou od sebe vzdálena přibližně 11 kilometrů), do jehož okresu spadá a s kterým tvoří aglomeraci o zhruba miliónu obyvatel.